# Superprestige 2008-2009
Navigation
2007-2008 2009-2010
Le Superprestige 2008-2009 est la 27e édition du Superprestige, compétition qui se déroule entre le 12 octobre 2008 et le 15 février 2009 et composée de huit manches pour les élites hommes, espoirs et juniors ayant lieu en Belgique et aux Pays-Bas. Toutes les épreuves font partie du calendrier de la saison de cyclo-cross masculine 2008-2009. Les classements sont remportés par le Belge Sven Nys pour la neuvième fois chez les élites, par l'Allemand Philipp Walsleben chez les espoirs et par le Néerlandais Tijmen Eising chez les juniors.

## Barème
Les 15 premiers de chaque course marquent des points pour le classement général suivant le tableau suivant :
| Position           | 1er | 2e | 3e | 4e | 5e | 6e | 7e | 8e | 9e | 10e | 11e | 12e | 13e | 14e | 15e |
| Classement général | 15  | 14 | 13 | 12 | 11 | 10 | 9  | 8  | 7  | 6   | 5   | 4   | 3   | 2   | 1   |

## Hommes élites

### Résultats
| # | Date        | Lieu                                               | Vainqueur        | Deuxième         | Troisième        | Leader du classement général |
| - | ----------- | -------------------------------------------------- | ---------------- | ---------------- | ---------------- | ---------------------------- |
| 1 | 12 octobre  | Ruddervoorde (Cyclo-cross de Ruddervoorde)         | Sven Nys         | Klaas Vantornout | Niels Albert     | Sven Nys                     |
| 2 | 2 novembre  | Veghel (Cyclo-cross international de Veghel-Eerde) | Niels Albert     | Lars Boom        | Sven Nys         | Niels Albert / Sven Nys      |
| 3 | 16 novembre | Gavere (Cyclo-cross d'Asper-Gavere)                | Sven Nys         | Bart Wellens     | Klaas Vantornout | Sven Nys                     |
| 4 | 23 novembre | Hamme-Zogge (Bollekescross)                        | Sven Nys         | Klaas Vantornout | Bart Wellens     | Sven Nys                     |
| 5 | 30 novembre | Gieten (Cyclo-cross de Gieten)                     | Klaas Vantornout | Bart Wellens     | Sven Nys         | Sven Nys                     |
| 6 | 28 décembre | Diegem (Cyclo-cross de Diegem)                     | Zdeněk Štybar    | Klaas Vantornout | Sven Nys         | Sven Nys                     |
| 7 | 8 février   | Hoogstraten (Vlaamse Aardbeiencross)               | Sven Nys         | Niels Albert     | Bart Wellens     | Sven Nys                     |
| 8 | 15 février  | Vorselaar (GP Fidea)                               | Sven Nys         | Niels Albert     | Erwin Vervecken  | Sven Nys                     |

### Classement général
| Pos | Coureur          | Points |
| --- | ---------------- | ------ |
| 1   | Sven Nys         | 114    |
| 2   | Klaas Vantornout | 104    |
| 3   | Bart Wellens     | 96     |
| 4   | Kevin Pauwels    | 83     |
| 5   | Thijs Al         | 66     |
| 6   | Erwin Vervecken  | 63     |
| 7   | Niels Albert     | 56     |
| 8   | Zdeněk Štybar    | 46     |
| 9   | Rob Peeters      | 42     |
| 10  | Gerben de Knegt  | 40     |

## Hommes espoirs

### Résultats
| # | Date        | Lieu                                               | Vainqueur               | Deuxième                | Troisième               | Leader du classement général |
| - | ----------- | -------------------------------------------------- | ----------------------- | ----------------------- | ----------------------- | ---------------------------- |
| 1 | 12 octobre  | Ruddervoorde (Cyclo-cross de Ruddervoorde)         | Philipp Walsleben       | Tom Meeusen             | Lukáš Klouček           | Philipp Walsleben            |
| 2 | 2 novembre  | Veghel (Cyclo-cross international de Veghel-Eerde) | Marek Konwa             | Jan Van Dael            | Dave De Cleyn           | Jan Van Dael                 |
| 3 | 16 novembre | Gavere (Cyclo-cross d'Asper-Gavere)                | Philipp Walsleben       | Tom Meeusen             | Kenneth Van Compernolle | Philipp Walsleben            |
| 4 | 23 novembre | Hamme-Zogge (Bollekescross)                        | Philipp Walsleben       | Kenneth Van Compernolle | Mitchell Huenders       | Philipp Walsleben            |
| 5 | 30 novembre | Gieten (Cyclo-cross de Gieten)                     | Kenneth Van Compernolle | Mitchell Huenders       | Lubomír Petruš          | Philipp Walsleben            |
| 6 | 28 décembre | Diegem (Cyclo-cross de Diegem)                     | Philipp Walsleben       | Arnaud Jouffroy         | Mitchell Huenders       | Philipp Walsleben            |
| 7 | 8 février   | Hoogstraten (Vlaamse Aardbeiencross)               | Philipp Walsleben       | Jan Denuwelaere         | Tom Meeusen             | Philipp Walsleben            |
| 8 | 15 février  | Vorselaar (GP Fidea)                               | Philipp Walsleben       | Kenneth Van Compernolle | Tom Meeusen             | Philipp Walsleben            |

### Classement général
| Pos | Coureur                 | Points |
| --- | ----------------------- | ------ |
| 1   | Philipp Walsleben       | 90     |
| 2   | Kenneth Van Compernolle | 79     |
| 3   | Tom Meeusen             | 74     |
| 4   | Mitchell Huenders       | 71     |
| 5   | Quentin Bertholet       | 55     |
| 6   | Marek Konwa             | 41     |
| 7   | Jim Aernouts            | 40     |
| 8   | Joeri Adams             | 40     |
| 9   | Marcel Meisen           | 39     |
| 10  | Lukáš Klouček           | 39     |

## Hommes juniors

### Résultats
| # | Date        | Lieu                                               | Vainqueur          | Deuxième          | Troisième               | Leader du classement général      |
| - | ----------- | -------------------------------------------------- | ------------------ | ----------------- | ----------------------- | --------------------------------- |
| 1 | 12 octobre  | Ruddervoorde (Cyclo-cross de Ruddervoorde)         | Tijmen Eising      | Vinnie Braet      | Lars van der Haar       | Tijmen Eising                     |
| 2 | 2 novembre  | Veghel (Cyclo-cross international de Veghel-Eerde) | David van der Poel | Gert-Jan Bosman   | Niels Koyen             | David van der Poel                |
| 3 | 16 novembre | Gavere (Cyclo-cross d'Asper-Gavere)                | Tijmen Eising      | Lars van der Haar | Wietse Bosmans          | Tijmen Eising                     |
| 4 | 23 novembre | Hamme-Zogge (Bollekescross)                        | Tijmen Eising      | Wietse Bosmans    | Lars van der Haar       | Tijmen Eising                     |
| 5 | 30 novembre | Gieten (Cyclo-cross de Gieten)                     | Lars van der Haar  | Jan Nesvadba      | Mike Teunissen          | Tijmen Eising / Lars van der Haar |
| 6 | 28 décembre | Diegem (Cyclo-cross de Diegem)                     | Tijmen Eising      | Lars van der Haar | Wietse Bosmans          | Tijmen Eising                     |
| 7 | 8 février   | Hoogstraten (Vlaamse Aardbeiencross)               | Wietse Bosmans     | Tijmen Eising     | Michiel van der Heijden | Tijmen Eising                     |
| 8 | 15 février  | Vorselaar (GP Fidea)                               | Tijmen Eising      | Wietse Bosmans    | Lars van der Haar       | Tijmen Eising                     |

### Classement général
| Pos | Coureur                 | Points |
| --- | ----------------------- | ------ |
| 1   | Tijmen Eising           | 89     |
| 2   | Lars van der Haar       | 82     |
| 3   | Wietse Bosmans          | 81     |
| 4   | Michiel van der Heijden | 66     |
| 5   | David van der Poel      | 64     |
| 6   | Mike Teunissen          | 57     |
| 7   | Jelle Lugten            | 44     |
| 8   | Vinnie Braet            | 36     |
| 9   | Joeri Adams             | 34     |
| 10  | Niels Koyen             | 32     |